# (488432) 2016 XB22
(488432) 2016 XB22 es un asteroide perteneciente al cinturón de asteroides, descubierto el 17 de noviembre de 2001 por el equipo del Lincoln Near-Earth Asteroid Research desde el Laboratorio Lincoln, Socorro, Nuevo México, Estados Unidos.

## Designación y nombre
Designado provisionalmente como 2016 XB22.

## Características orbitales
2016 XB22 está situado a una distancia media del Sol de 2,419 ua, pudiendo alejarse hasta 3,109 ua y acercarse hasta 1,730 ua. Su excentricidad es 0,285 y la inclinación orbital 22,31 grados. Emplea 1374,91 días en completar una órbita alrededor del Sol.

## Características físicas
La magnitud absoluta de 2016 XB22 es 16,8.